# ريني ألمكفيست
ريني ألمكفيست (بالسويدية: Reine Almqvist) مواليد 12 أبريل 1949 في غوتنبرغ، هو لاعب كرة قدم سويدي سابق كان يلعب كمهاجم.

## المسيرة الاحترافية

### أندية لعب لها
- نادي غوتبورغ
- هاكين

## روابط خارجية
- ريني ألمكفيست على موقع قاعدة بيانات كرة القدم.إي يو (الإنجليزية)
- ريني ألمكفيست على موقع ناشيونال فوتبول تيمز (الإنجليزية)
- ريني ألمكفيست على موقع عالم كرة القدم.نت (الإنجليزية)